# Прапор Мінська
Прапор Мінська  (біл. тарашк. Сьцяг Менску, біл. Сцяг Мінска) — один із символів Мінська разом з міський гербом і гімном.
Прапор затверджений як офіційний міський символ рішенням Мінської міської Ради народних депутатів № 160 від 27 березня 2001 «Про затвердження положення про герб міста Мінська і положення про прапор міста Мінська».

## Опис
|  | Прапором міста Мінська є прямокутне полотнище блакитного кольору зі співвідношенням ширини до довжини 2:3. У центрі лицьової сторони полотнища розташовується зображення гербової емблеми міста Мінська. Габаритна ширина зображення гербової емблеми повинна складати 2/5 частини довжини полотнища прапора. |

## Використання
Згідно із Законом, прапор міста Мінська може бути розміщений у всіх випадках, що передбачають розміщення Державного прапора Республіки Білорусь законодавством Республіки Білорусь. Дозволено використання прапора Мінська на урочистих заходах і церемоніях в організаціях і підприємствах будь-якої форми власності, але заборонено використовувати його в комерційних цілях без особливого дозволу. У дні жалоби прапор опускається до половини древка, до верхньої частини прикріплюється складена навпіл чорна стрічка з вільно висячими кінцями.